# Nicolai Uznik
Nicolai Uznik (8 de noviembre de 2000) es un deportista austríaco que compite en escalada. Ganó una medalla de oro en el Campeonato Europeo de Escalada de 2022, en la prueba de bloques.

## Palmarés internacional
| Campeonato Europeo | Campeonato Europeo | Campeonato Europeo | Campeonato Europeo |
| Año                | Lugar              | Medalla            | Prueba             |
| ------------------ | ------------------ | ------------------ | ------------------ |
| 2022               | Múnich (Alemania)  | Medalla de oro     | Bloques            |